# ستیغ بام

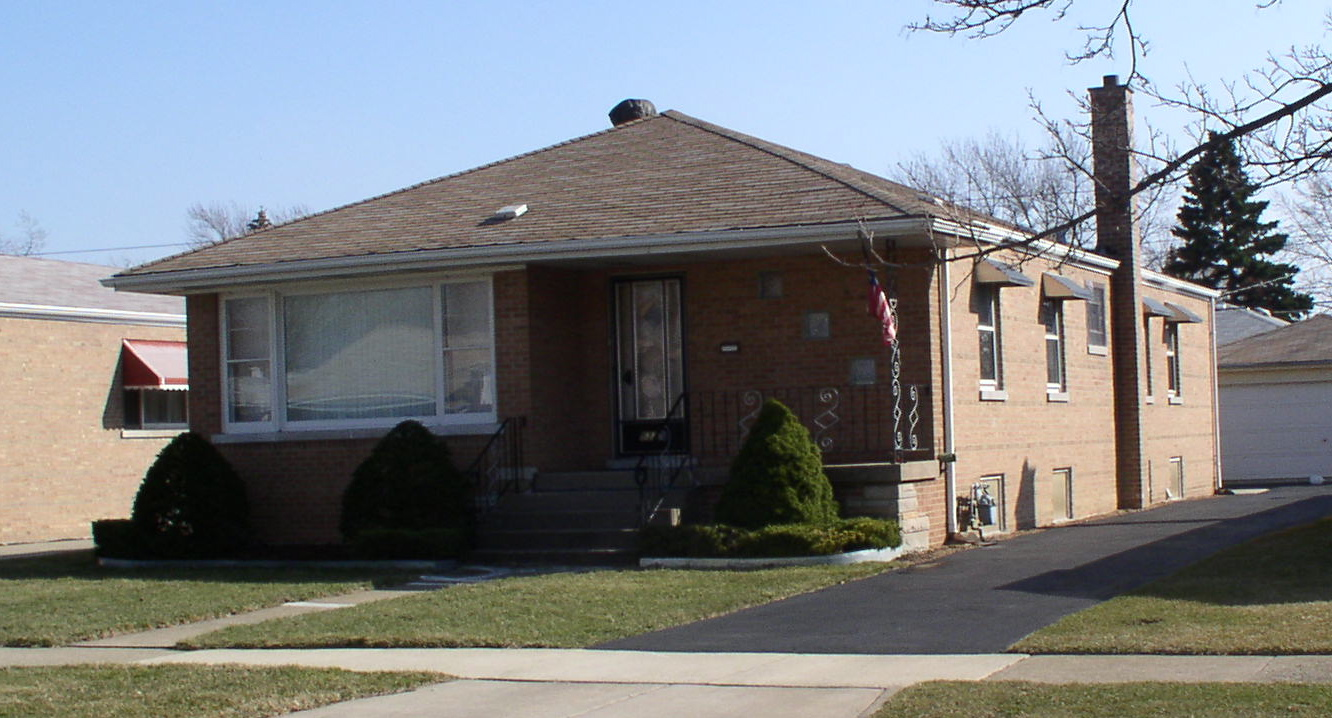
بام خانه‌ای در فرم سه‌تیغ بام در شیکاگو

ستیغ بام (انگلیسی: Hip roof) نوعی بام در معماری ساختمان است که همهٔ طرف‌ها به سمت پایین و دیوارها منتهی می‌شوند. از این واژه عموماً برای اشاره به خط تلاقی دو سطح شیب‌دار در شیروانی‌ها یا بام‌ها استفاده می‌شود.

## نگارخانه

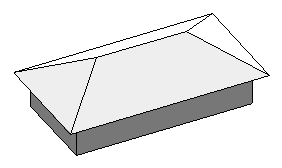